# Marathon van Londen 2000
De Londen Marathon 2000 werd gelopen op zondag 16 april 2000. Het was de twintigste editie van deze marathon.
De Portugees António Pinto zegevierde bij de mannen in 2:06.36. De Keniaanse Tegla Loroupe meldde zich bij de vrouwen als eerste aan de finish in 2:24.33.
In totaal finishten er 31.561 lopers bij het evenement.

## Uitslagen

### Mannen
| rang   | naam                  | land | tijd    |
| ------ | --------------------- | ---- | ------- |
| Goud   | António Pinto         | POR  | 2:06.36 |
| Zilver | Abdelkader El Mouaziz | MAR  | 2:07.33 |
| Brons  | Khalid Khannouchi     | USA  | 2:08.36 |
| 4      | William Kiplagat      | KEN  | 2:09.06 |
| 5      | Hendrick Ramaala      | RSA  | 2:09.43 |
| 6      | Stefano Baldini       | ITA  | 2:09.45 |
| 7      | Mathias Ntawulikuri   | RWA  | 2:09.55 |
| 8      | Josia Thugwane        | RSA  | 2:10.29 |
| 9      | Mukhamet Nazipov      | KAZ  | 2:10.35 |
| 10     | Danilo Goffi          | ITA  | 2:10.54 |
| 11     | Mark Steinle          | ENG  | 2:11.18 |
| 12     | Gert Thys             | RSA  | 2:11.32 |
| 13     | Shem Kororia          | KEN  | 2:12.28 |
| 14     | Patrick Ndayisenga    | BDI  | 2:13.28 |
| 15     | Keith Cullen          | ENG  | 2:13.37 |
| 16     | John Mutai            | KEN  | 2:14.55 |
| 17     | Jamie Lewis           | WAL  | 2:15.07 |
| 18     | Mark Hudspith         | ENG  | 2:15.16 |
| 19     | Sergio Jimenez        | MEX  | 2:15.37 |
| 20     | William Burns         | SUI  | 2:15.42 |
| 21     | Alejandro Gomez       | ESP  | 2:15.48 |
| 22     | Mark Croasdale        | ENG  | 2:16.03 |
| 23     | Joseph Maqala         | RSA  | 2:17.00 |
| 24     | Rhodri Jones          | WAL  | 2:18.35 |
| 25     | Ian Hudspith          | ENG  | 2:18.40 |

### Vrouwen
| rang   | naam                  | land | tijd    |
| ------ | --------------------- | ---- | ------- |
| Goud   | Tegla Loroupe         | KEN  | 2:24.33 |
| Zilver | Lidia Şimon           | ROU  | 2:24.46 |
| Brons  | Joyce Chepchumba      | KEN  | 2:24.57 |
| 4      | Adriana Fernandez     | MEX  | 2:25.42 |
| 5      | Kerryn McCann         | AUS  | 2:25.59 |
| 6      | Derartu Tulu          | ETH  | 2:26.09 |
| 7      | Maria Guida           | ITA  | 2:26.12 |
| 8      | Ljoebov Morgoenova    | RUS  | 2:26.33 |
| 9      | Manuela Machado       | POR  | 2:26.41 |
| 10     | Svetlana Zacharova    | RUS  | 2:28.11 |
| 11     | Zinaida Semyonova     | RUS  | 2:28.46 |
| 12     | Bong-Sil Ham          | PRK  | 2:29.08 |
| 13     | Esther Kiplagat       | KEN  | 2:30.30 |
| 14     | Ramilja Boerangoelova | RUS  | 2:31.14 |
| 15     | Cleusa Maria Irineu   | BRA  | 2:35.11 |
| 16     | Silvana Trampuz       | ITA  | 2:36.32 |
| 17     | Chung-Ok Kim          | PRK  | 2:36.39 |
| 18     | Patricia Jardon       | MEX  | 2:37.05 |
| 19     | Teresa Duffy          | IRL  | 2:38.30 |
| 20     | Lynne Macdougall      | SCO  | 2:38.32 |
| 21     | Alison Wyeth          | ENG  | 2:39.02 |
| 22     | Trudi Thomson         | SCO  | 2:40.40 |
| 23     | Joanna Lodge          | ENG  | 2:40.52 |
| 24     | Angela Joiner         | ENG  | 2:44.07 |
| 25     | Jo-Anne Newcombe      | ENG  | 2:46.16 |

1981 ·
1982 ·
1983 ·
1984 ·
1985 ·
1986 ·
1987 ·
1988 ·
1989 ·
1990 ·
1991 ·
1992 ·
1993 ·
1994 ·
1995 ·
1996 ·
1997 ·
1998 ·
1999 ·
2000 ·
2001 ·
2002 ·
2003 ·
2004 ·
2005 ·
2006 ·
2007 ·
2008 ·
2009 ·
2010 ·
2011 ·
2012 ·
2013 ·
2014 ·
2015 ·
2016 ·
2017